# La Llevanera (Censà)
La Llevanera és una muntanya de 2.050,2 metres d'altitud del límit dels termes de les comunes de Censà i Orellà, totes dues de la comarca del Conflent, a la Catalunya del Nord. És a la zona nord-oest del terme d'Orellà i a la sud-est de la de Censà, a llevant del poble d'aquest nom. És al sud del Puig d'Escotó i al sud-est del Puig de la Pelada.